# 조선 영화

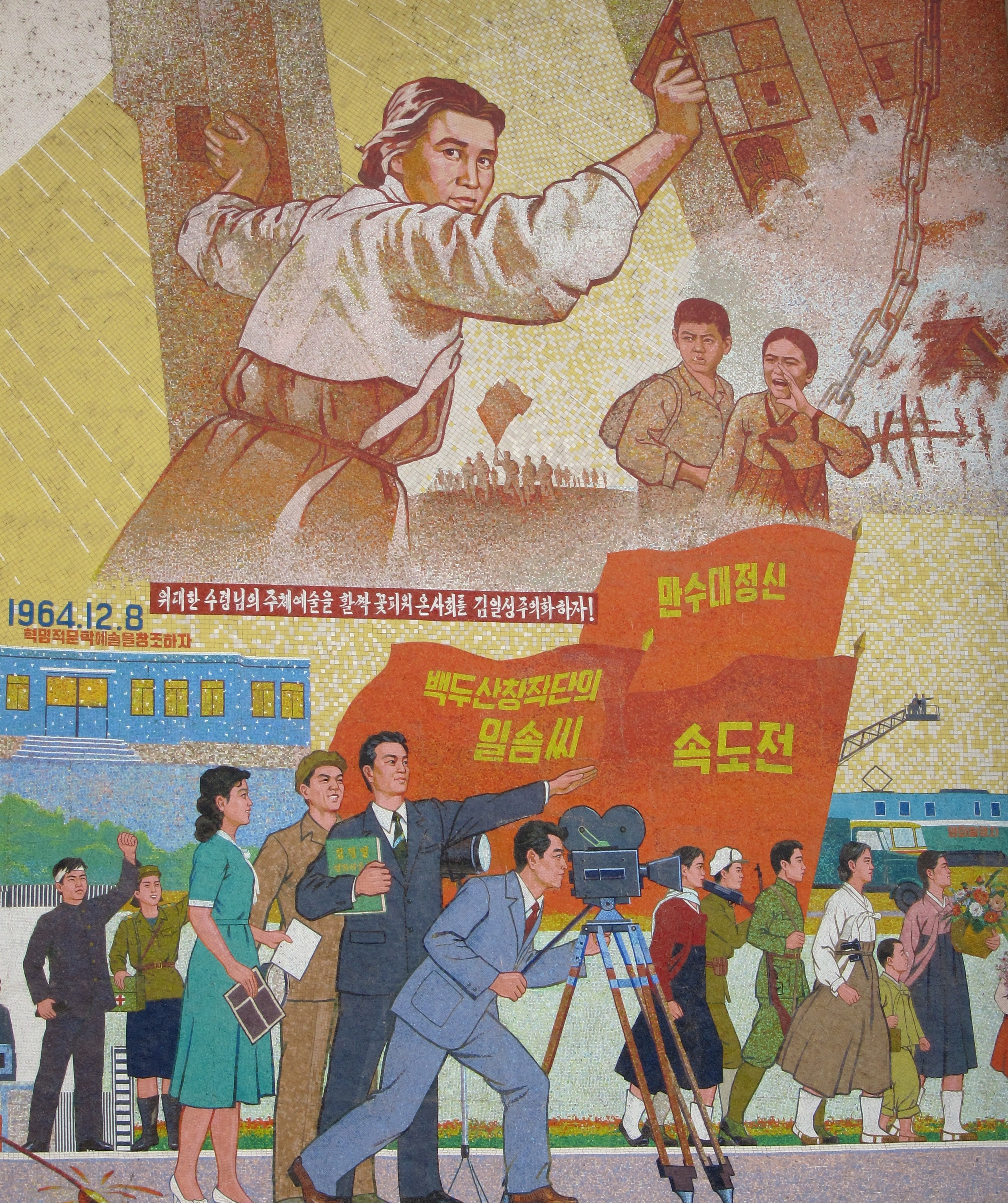
평양 영화 스튜디오의 벽화

조선 영화 또는 북한 영화는 조선민주주의인민공화국(북한)에서 제작하는 영화를 일컫는다.
북한 영화의 기원은 1947년 2월 6일 출범한 '국립영화촬영소'로부터 시작되었다. 북한 영화는 북한의 주체 이념을 알리기 위한 홍보 매체의 성격이 강하기 때문에 영화 감독의 자율적인 창작과는 거리가 멀다. 2000년 6월 15일에 이루어진 남북 정상 회담 이후 대한민국에서는 북한의 정치·사회에 대한 관심이 증가하고 있고 북한 영화도 주목을 받고 있는 분야이다.

## 같이 보기
- 조선민주주의인민공화국의 영화 목록
- 혁명가극
- 꽃파는 처녀
- 홍영희